# المسلمية (الزقازيق)
قرية المسلمية هي إحدى القرى التابعة لمركز الزقازيق في محافظة الشرقية في جمهورية مصر العربية. حسب إحصاءات سنة 2006، بلغ إجمالي السكان في المسلمية 7552 نسمة، منهم 3893 رجل و3659 امرأة.